# Newfoundland and Labrador Census Division No. 5
Die Census Division No. 5 ist eine Verwaltungseinheit in der kanadischen Provinz Neufundland und Labrador. 
Die Census Division No. 5 erstreckt sich über den zentralen Westen der Insel Neufundland. Sie hat eine Fläche von 10.366,48 km². Beim Zensus 2016 betrug die Einwohnerzahl 42.014. 5 Jahre zuvor lag sie noch bei 41.004 Einwohnern.

## Städte (Citys)
- Corner Brook

## Gemeinden (Towns)
- Cormack
- Cox’s Cove
- Deer Lake
- Gillams
- Hampden
- Howley
- Hughes Brook
- Humber Arm South
- Irishtown-Summerside
- Jackson’s Arm
- Lark Harbour
- Massey Drive
- McIvers
- Meadows
- Mount Moriah
- Pasadena
- Reidville
- Steady Brook
- York Harbour